# Chekwelp Indian Reserve 26
Chekwelp Indian Reserve 26 (franska: Réserve indienne Chekwelp 26) är ett reservat i Kanada.   Det ligger i Sunshine Coast Regional District och provinsen British Columbia, i den sydvästra delen av landet, 3 600 km väster om huvudstaden Ottawa.